# Boráros Imre
Boráros Imre (Vereknye, 1944. február 28. –) Kossuth-díjas szlovákiai magyar színművész, a Komáromi Jókai Színház örökös tagja.

## Életpályája
1965-ben a komáromi Magyar Területi Színház tagja lett. 1972-től 1977-ig a kassai Thália Színpadhoz szerződött. 1977-ben visszatért a komáromi Magyar Területi Színház társulatához. Vendégszerepelt többek között a székesfehérvári Vörösmarty Színházban, ahol Tarpataky bárót alakította Zerkovicz Béla: Csókos asszony című operettjében. Ugyancsak ebben a szerepben játszott a Miskolci Nemzeti Színházban. A József Attila Színházban Shakespeare: Makrancos hölgy című darabjában, valamint Szigligeti Ede: Liliomfi című művében játszott,  Szilvai professzort alakította. Külföldön játszott az Amerikai Egyesült Államokban, Kanadában, Svédországban, Ausztriában, Hollandiában, Törökországban és Ausztráliában. 1990-ben a Magyar Területi Színház jogutódjának, a Komáromi Jókai Színház tagja lett. 2013-ban saját színházat alapított. 2024-től az Újszínházban szerepel.
Felesége Petrécs Anna színésznő, fiuk Boráros Henrik látványtervező, formatervező.

## Színpadi szerepei

### Komáromi Jókai Színház
- Örkény István: Tóték....Őrnagy
- Madách Imre: Az ember tragédiája....Lucifer
- Sartre: Az Ördög és a Jóisten....Götz kapitány
- Molnár Ferenc: A testőr....Színész
- Molnár Ferenc: Doktor úr....Puzsér
- Zerkovitz Béla: Csókos asszony....Tarpataky
- Siposhegyi Péter: Mielőtt csillag lettem....Viszockij
- Vörösmarty Mihály: Czillei és a Hunyadiak....Czillei Ulrik
- Spiró György: Az imposztor....Gubernátor
- Lerner–Loewe: My Fair Lady....Higgins professzor
- Friedrich Schiller: Ármány és szerelem....Von Walter, 1. miniszter
- Hunyadi Sándor: Három sárkány....id. Csaholyi Balázs
- Kellér Dezső–Szenes Iván: A szabin nők elrablása....Bányai professzor
- Federico Garcia Lorca: Vérnász....Apa
- Sütő András: Egy lócsiszár virágvasárnapja....Luther Márton
- Georges Feydeau: Egy hölgy a Maximból....du Grélé tábornok

### Teátrum
- Zerkovitz-Szilágyi: Csókos asszony....Tarpataky báró
- Neil Simon: Furcsa pár....Félix
- Illyés Gyula: Fáklyaláng....Kossuth
- Huszka Jenő–Martos: Gül Baba....Ali pasa
- Szirmai-Bakonyi: Mágnás Miska....Mixi gróf
- Francis Veber: Balfácánt vacsorára....Pierre
- Nyelvcsapások - zenés irodalmi összeállitás
- Halász-Békeffi-Eiseman: Egy csók és más semmi....Sáfrány ügyvéd

## Filmjei

### Játékfilmek
- Valahol Magyarországon (1987)
- Az utolsó öt évben
- Feltámadás
- Želary (2003)
- Čas grímáš
- Hal a parton (2006)

### Tévéfilmek
- Arany kenyér
- Pribina herceg
- Sztrogoff Mihály (1999)

## Díjai
- Sylvánia-díj, Budapest (1991)
- Polgármester díja, Komárom
- Határon Túli Magyar Színházak Fesztiválja (Kisvárda) alakítás díj (Esőcsináló)
- Ezüst plakett - Szlovák Köztársaság Érdemrendje (2004)
- A Magyar Köztársasági Érdemrend tisztikeresztje (2004)
- Litaerárny Fond életműdíj
- Esterházy Díj
- A Magyar Kultúra Lovagja (2014)
- Kossuth-díj (2014)
- Hit és hűség díj (2019)